# Ästiger Affodill
Der Ästige Affodill (Asphodelus ramosus) oder Kleinfrüchtiger Affodill ist eine Pflanzenart aus der Gattung Affodill (Asphodelus) in der Unterfamilie der Affodillgewächse (Asphodeloideae) innerhalb der Familie der Grasbaumgewächse (Xanthorrhoeaceae).

## Beschreibung

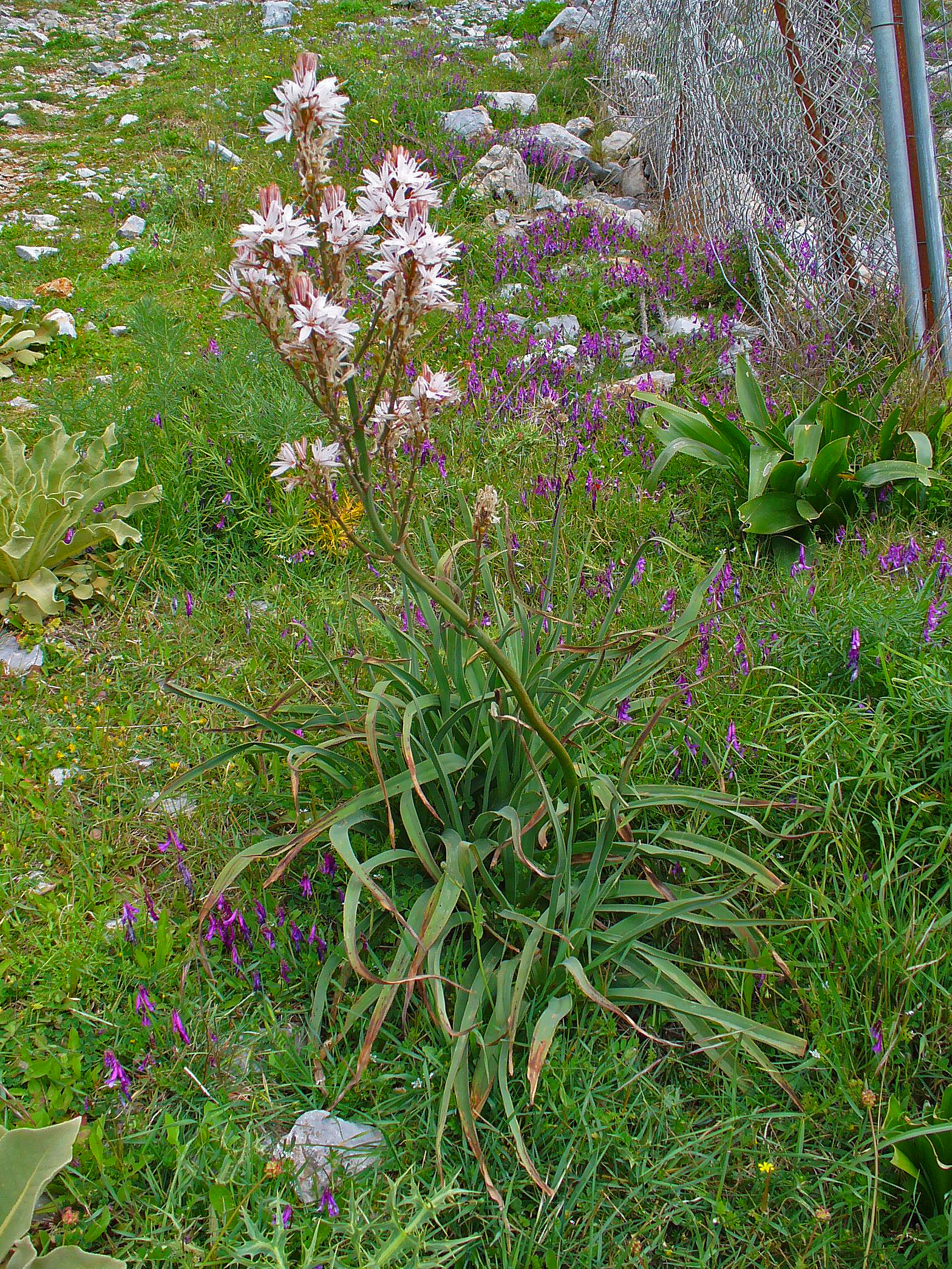
Habitus, Laubblätter und Blütenstand

### Vegetative Merkmale
Der Ästige Affodill ist eine ausdauernder krautige Pflanze, die Wuchshöhen von 1 bis 1,5, selten bis zu 2 Meter erreicht. Dieser Geophyt bildet als Überdauerungsorgan ein Rhizom, das kurz sowie dick und mit Fasern vertrockneter Blätter reichlich bedeckt ist. Die Wurzeln sind mehr oder weniger weit vom Rhizom entfernt zu spindelförmigen Knollen verdickt. Die oberirdischen Pflanzenteile sind kahl. Der massive Stängel ist blattlos.
Die aufrechten Laubblätter sind in einer grundständigen Rosette angeordnet. Die einfache, steife Blattspreite ist bis zu 1 Meter lang sowie 1 bis 4 Zentimeter breit und gekielt.

### Generative Merkmale
Der Blütenstand besitzt mit 3 bis 10, selten bis zu 13 aufrecht-abstehende, 10 bis 30, selten bis zu 45 Zentimeter lange, unverzweigten Seitenäste. Die Deckblätter sind trockenhäutig oder weißlich oder bräunlich. Der Blütenstiel ist in der Mitte gegliedert und zur Fruchtzeit schräg spreizend und 0,8 bis 1, selten bis zu bis 1,3 Millimeter dick.
Die zwittrige Blüte ist radiärsymmetrisch und dreizählig. Die Blütenhüllblätter haben eine Länge von (10 bis) 11 bis 18 (bis 21) Millimeter und sind weiß mit einem rosafarbenen oder bräunlichen Mittelnerv. Die Staubfäden sind vom verbreiterten Grund plötzlich in die Spitze verschmälert.
Die Kapselfrucht ist bei einer Länge von 5 bis 13 Millimetern sowie einem Durchmesser von 3,5 bis 10, selten bis zu 11 Millimetern eiförmig und von den vertrockneten Blütenhüllblättern dicht eingehüllt. Die Samen messen 5 bis 8,5 × 2,5 bis 4 Millimeter und sind grau.
Die Blütezeit reicht von März bis Juni.

## Vorkommen
Der Ästige Affodill ist eine charakteristische, weitverbreitete und häufige Pflanzenart des Mittelmeerraumes bis zu den Kanarischen Inseln.
Er kommt in verlichteten Wäldern und Macchien, in Garrigues und in Steppen vor und bevorzugt basenreiche, felsige, lehmige oder sandige, ausreichend tiefgründige Böden. Er besiedelt Höhenlagen von 0 bis 1000 Metern, in den nordafrikanischen Hochgebirgen bis zu 2150 Metern. Besonders bei intensiver Beweidung bildet er dichte Bestände, weil er wegen seiner giftigen Inhaltsstoffe vom Weidevieh nicht gefressen wird.

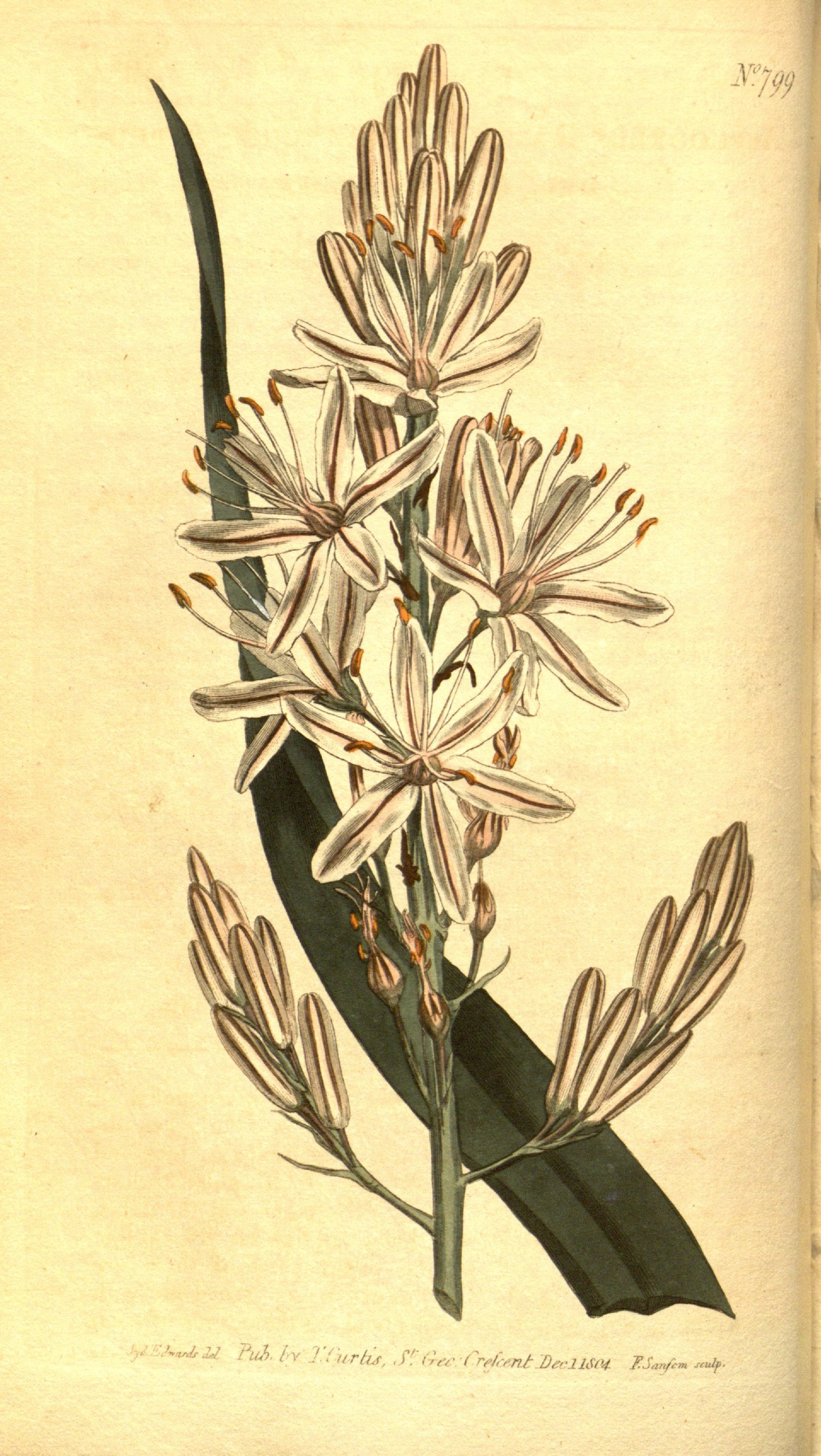
Illustration aus Curtis's Botanical Magazine No. 799

Illustration von Johannes Simon Holtzbecker

## Systematik

### Botanische Geschichte
Die Erstveröffentlichung von Asphodelus ramosus erfolgte 1753 durch Carl von Linné in Species Plantarum, Tomus I, S. 310. Von den sechs Phrasen, aus denen der Protolog besteht, ist nachweislich nur die erste (ein Zitat aus der Materia medica) durch Herbarmaterial gestützt. Diesen Beleg legten Díaz Lifante und Valdés 1994 als Lectotypus fest. Es lässt sich eindeutig als die häufige mediterrane kleinfrüchtige Sippe identifizieren. Daher hat dieser Name Asphodelus ramosus Priorität gegenüber dem erst 1824 eingeführten Namen Asphodelus microcarpus Viv.
Diesem Namen wurde trotzdem in der Folge meist der Vorzug gegeben, weil der Name Asphodelus ramosus als nicht eindeutig angesehen wurde und auch von Folgeautoren nicht in einheitlichem Sinn verwendet wurde. Ein etwas älterer Name, Asphodelus aestivus Brot. (1804) wurde in der Mitte des 19. Jahrhunderts als Synonym zu Asphodelus microcarpus gestellt und später aus Prioritätsgründen stattdessen verwendet. Brotero verstand jedoch unter Asphodelus aestivus eine andere, spätblühende Art mit kugeligen Kapselfrüchten, deren Rhizom außerdem keine Hülle aus vertrockneten Blattresten aufweist.
Die Fassung von "Asphodelus ramosus" in der Flora Europaea (1980), in der dieses Taxon von Asphodelus aestivus (im Sinne von Asphodelus ramosus L.) vor allem durch die größeren Kapselfrüchte getrennt wurde, beinhaltet nach der Monographie von Díaz Lifante und Valdés tetra- und hexaploide Pflanzen von Asphodelus ramosus und als eigene Arten angesehene Taxa wie Asphodelus cerasiferus und Asphodelus lusitanicus.

### Subtaxa
Je nach Autor gibt es von Asphodelus ramosus etwa zwei Unterarten:
- Asphodelus ramosus subsp. distalis Z.Díaz & Valdés: Die Wurzeln sind erst in einem Abstand vom Rhizom von meist 8 bis 12 Zentimeter zu Knollen verdickt und sind in dem Stück vor den Knollen etwa gleich dick wie hinter den Knollen. Die Blätter sind frischgrün. Der Grund der Staubfäden ist blassrosa. Die Blütenhüllblätter sind (13 bis) 14 bis 21 Millimeter lang, die Kapselfrüchte sind 7,5 bis 13 Millimeter lang, die Samen 6 bis 7,5 Millimeter. Diese Sippe ersetzt die nominotypische Unterart im Südwesten der Iberischen Halbinsel und auf den Kanarischen Inseln. Sie ist hexaploid mit 2n = 84 Chromosomen.
- Asphodelus ramosus L. subsp. ramosus: Die Wurzeln sind in einem sehr kurzen Abstand vom Rhizom zu Knollen verdickt und sind in dem Stück vor den Knollen viel dicker als hinter den Knollen. Die Blätter sind blaugrün. Der Grund der Staubfäden ist bräunlichrosafarben.

Es gibt in dieser Unterart drei verschiedene Zytotypen, die sich auch morphologisch trennen lassen:
- var. ramosus: Die Kapselfrüchte sind bei Längen von nur 5,5 bis 7,5 Millimetern sowie Durchmessern von 4 bis 7 Millimetern ellipsoid bis eiförmig. Die Samen messen 5 bis 6 × 1,8 bis 2,5 Millimeter. Die Größe der Blütenhüllblätter liegt im unteren Teil der Variationsbreite der Art. Diese Varietät ist allgemein verbreitet; sie ist die fast ausschließlich vorkommende Sippe auf der Nordseite des Mittelmeeres mit Ausnahme der wärmsten Regionen wie Malta, Sizilien oder südlichen Sardinien. Diese Varietät ist diploid mit einer Chromosomenzahl von 2n = 28.
- var. africanus (Jordan) Z.Díaz & Valdés: Die Kapselfrüchte sind bei Längen von 7 bis 9,5 Millimetern sowie Durchmessern von 5 bis 8 Millimetern eiförmig-ellipsoid bis eiförmig. Die Samen messen 5,5 bis 6,5 × 2,5 bis 3 Millimeter. Die Größe der Blütenhüllblätter liegt im mittleren Teil der Variationsbreite der Art. Diese Varietät ist im mediterranen Nordafrika und Vorderasien weit verbreitet. Sie erreicht Europa auf Malta, Lampedusa, Sizilien, Süd-Sardinien und in Süditalien. Diese Varietät ist tetraploid mit einer Chromosomenzahl von 2n = 56.
- var. nervosus (Pomel) Z.Díaz & Valdés: Die Kapselfrüchte sind bei Längen von 9 bis 12 Millimetern sowie Durchmessern von 7 bis 9,5 Millimetern eiförmig bis fast kugelig. Die Samen messen 6,5 bis 8,5 × 3 bis 4 Millimeter. Die Größe der Blütenhüllblätter liegt im oberen Teil der Variationsbreite der Art. Diese Varietät kommt von Nordafrika von Marokko (dort die häufigste bis fast ausschließlich vorkommende Sippe) bis Libyen vor; sie erreicht Europa auf Lampedusa und an der Südküste des Peloponnes. Sie ist hexaploid mit einer Chromosomenzahl von 2n = 84.

## Trivialnamen
Im deutschsprachigen Raum werden oder wurden für den Ästigen Affodill (abgeleitet von lateinisch affodillus) und den Weißen Affodill (Asphodelus albus), die nicht unterschieden wurden, zum Teil nur regional, laut Pritzel und Jessen 1882 auch die folgenden weiteren Trivialnamen verwandt: Affodillen (mittelhochdeutsch), Afholzerwurz (mittelhochdeutsch), Aphrodillenwurz (mittelhochdeutsch), Colder (mittelhochdeutsch), Gelwurz, Golde (althochdeutsch), Goldgilgen, Goldhilgen (mittelhochdeutsch), Goldkruyt (mittelhochdeutsch), Goldwurz (mittelhochdeutsch), Golteck (mittelhochdeutsch), Königsscepter, Peitschenstock, Wickol (mittelhochdeutsch), Wijswurtz (mittelhochdeutsch) und Witlock (mittelhochdeutsch).